# Obszar ochrony ścisłej Jezioro Skrzynka
Obszar ochrony ścisłej Jezioro Skrzynka – obszar ochrony ścisłej znajdujący się na terenie Wielkopolskiego Parku Narodowego, w pobliżu wsi Górka. Zajmuje powierzchnię 6,90 ha. W akwenie brak jest jakiegokolwiek przepływu.

## Charakterystyka
Parametry jeziora: powierzchnia – 3 ha (z tego lustro wody – 1,74 ha), objętość – 24 tys. m³, głębokość maksymalna – 2,9 m, głębokość średnia – 1,43 m, długość linii brzegowej – 620 m, powierzchnia zlewni – 78 ha.

## Przyroda

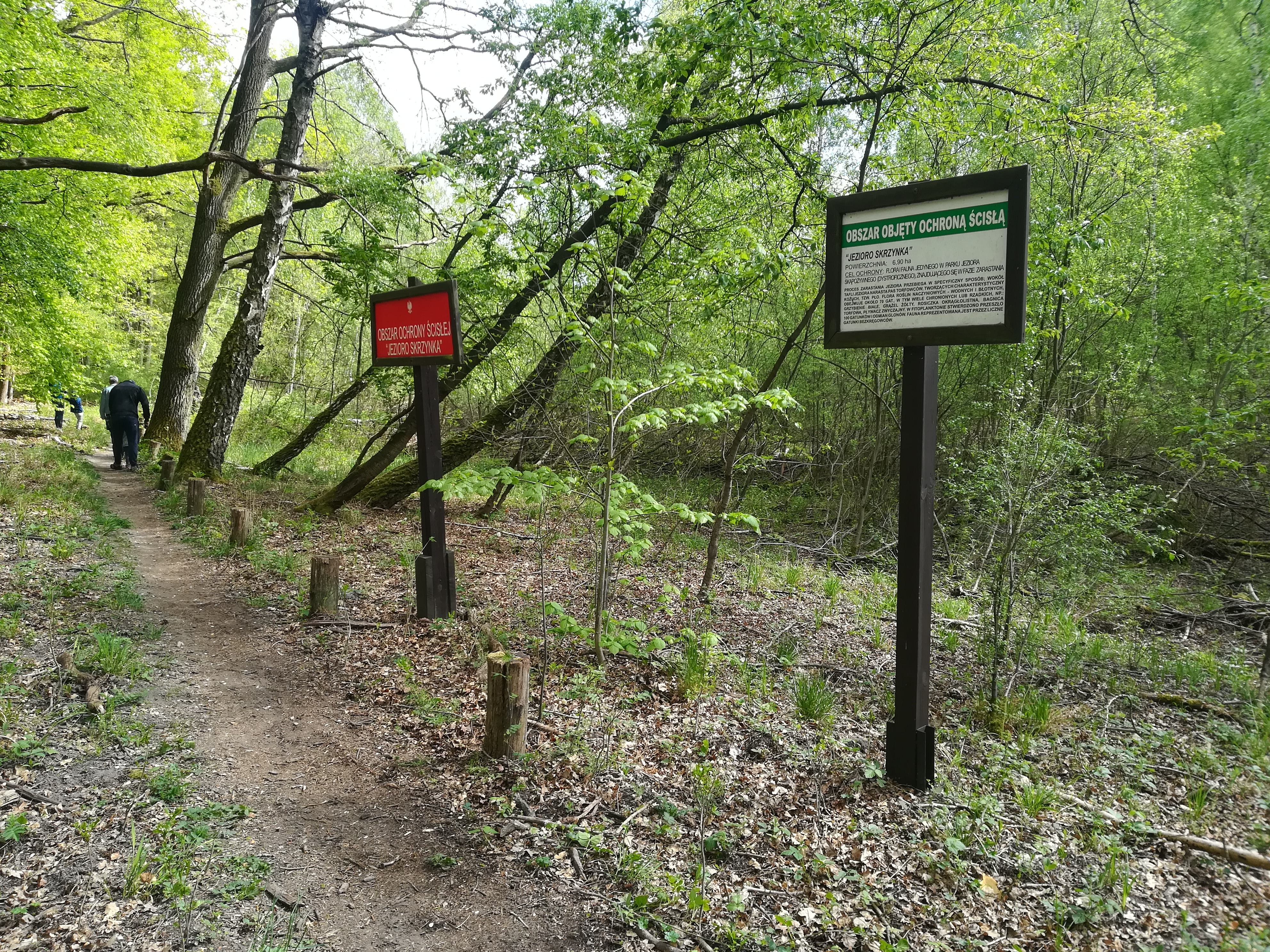
Szlak czerwony 186 i tablice informacyjne

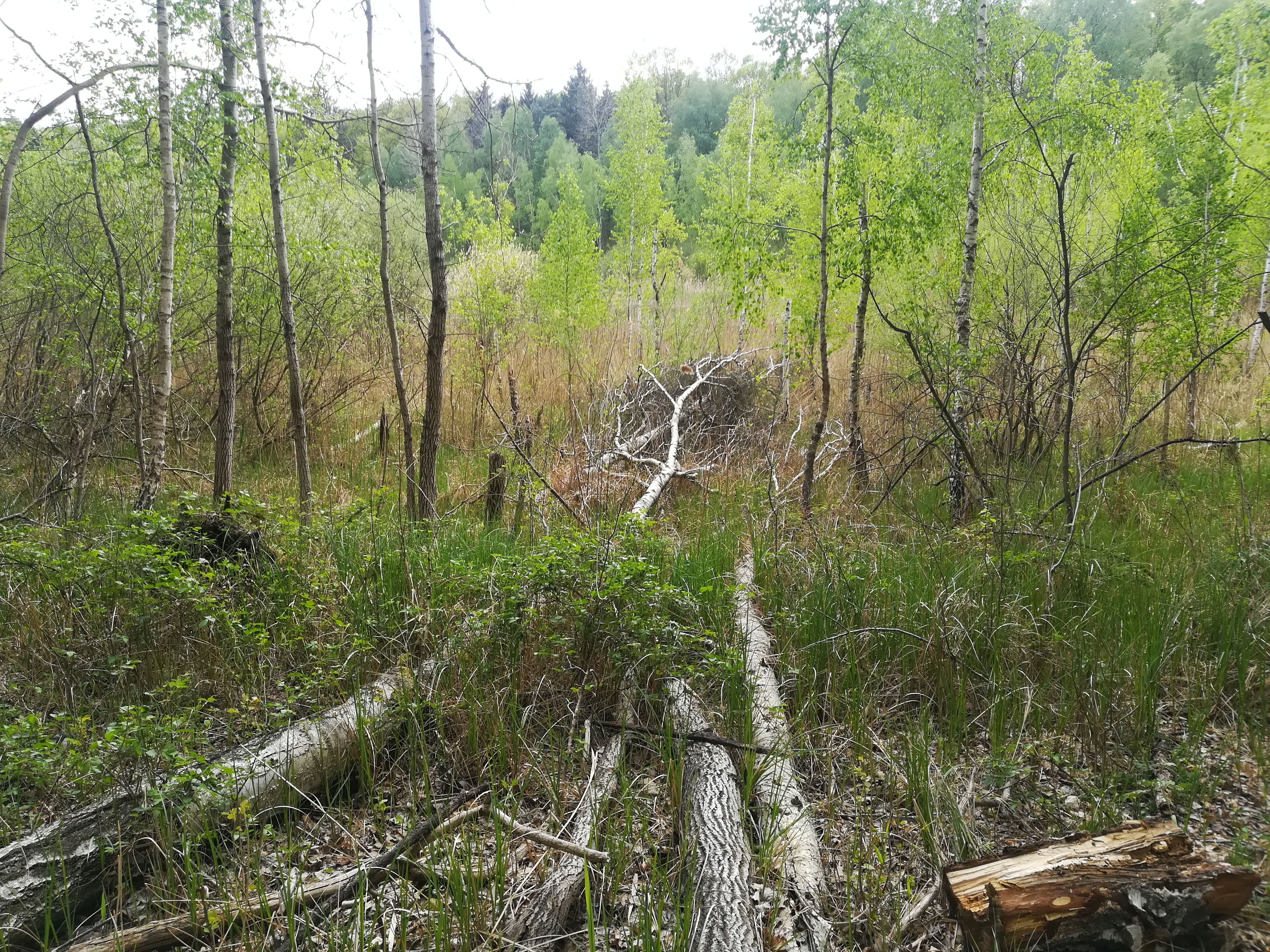
Fragment rezerwatu

Przedmiotem ochrony jest flora i fauna zarastającego, bardzo płytkiego, dystroficznego jeziora Skrzynka, charakteryzującego się niedoborem tlenu i pokarmu (brunatne zabarwienie wody). Chronione są też obszary torfowiska przejściowego, wytworzonego wskutek zarastania akwenu. Jezioro jest najmniejszym i najwyżej położonym (67 m n.p.m.) ze znajdujących się na terenie Parku Narodowego. Jest całkowicie otoczone przez las. Charakteryzuje się zmiennością poziomu wód, znacznym tempem akumulacji osadów dennych (warstwa mułu na dnie ma do 4 metrów grubości) i przekształceniami roślinności wodnej i torfowej. Przez 80 ubiegłych lat powierzchnia Skrzynki zmniejszyła się o 42%, a objętość o 60%. Minimalna zawartość wapnia w wodzie sprawia, że woda jest tu bardzo miękka. Kępa roślinności w północno-zachodniej części akwenu w przeszłości była najprawdopodobniej wyspą.
Pas roślinności torfowiskowej i pło jest ostoją wielu rzadkich dla Wielkopolski owadów, zwłaszcza ważek i prostoskrzydłych. Jest to jedno z dwóch miejsc w Europie, gdzie występuje gwiazdoszek Pediastrum integrum var. scutum. Jeszcze w latach 50. XX wieku na obszarach podmokłych występowała tu przy brzegach rosiczka długolistna, ale jej populacja stale się zmniejszała.
Po powierzchni pływa kożuch mchów torfowców. Występują tu m.in.: turzyca bagienna, turzyca nitkowata, bagnica torfowa (rzadka w Wielkopolsce), rosiczka długolistna, rosiczka okrągłolistna (także rosiczka owalna – mieszaniec dwóch poprzednich), wąkrota zwyczajna, siedmiopalecznik błotny, tojeść bukietowa, bobrek trójlistkowy, modrzewnica pospolita i jeżogłówka najmniejsza. Na powierzchni zbiornika pływają: grzybień biały, grążel żółty, rdestnica pływająca i żabiściek pływający. Pod wodą żyje wywłócznik okółkowy. Glony (80 gatunków, głównie węźlice i sinice) reprezentuje m.in. Pediastrum integrum var. scutum.
Wyżej – w obrębie torfowiska przejściowego, występują: torfowiec ostrolistny, torfowiec kończysty, torfowiec okazały, torfowiec błotny i mszar krokiewkowaty (Paludella squarrosa). W tym pasie osiedla się, jako drzewo pionierskie, brzoza omszona.
Na torfowisku wysokim obficie występują turzyce (pospolita, zajęcza, sztywna, prosowata, żółta, dzióbkowata i błotna), a towarzyszą im: wełnianka wąskolistna, sitowiec nadmorski, sit skupiony, sit lśniący, kosaciec żółty, świbka błotna, pałka szerokolistna, jaskier wielki, jaskier płomiennik, gwiazdnica błotna, fiołek błotny, dziewięciornik błotny, tojeść pospolita, gorysz błotny, gnidosz błotny, mięta nadwodna, skrzyp błotny, skrzyp bagienny, zachylnik błotny, wierzba szara i wierzba uszata.
Ptaki okolic Skrzynki to środowisko dość ubogie. Można tu zaobserwować m.in. łyskę i kokoszkę zwyczajną.
Wśród skrzypów i turzyc lata ważka – iglica mała (najmniejsza w Polsce). Bytują tu też: szablak przypłaszczony (jedyne stanowisko w Wielkopolsce), zalotka spłaszczona (również w odmianie ornata), zalotka białoczelna, żagnica torfowa, a także pasikonik – miecznik ciemny (w okolicy Poznania bardzo rzadki).

## Legenda
Według legendy na dnie zbiornika zatopiony jest skarb rodziny Pożegowskich. W czasie potopu szwedzkiego Bronisława Pożegowska zebrała wszystkie rodowe klejnoty do skrzyni i wywiozła je na saniach w obawie przed rabunkiem przez żołnierzy Karola Gustawa. Inna wersja legendy mówi o tym, że uciekała przed zakochanym w niej szwedzkim oficerem, Friedrichem Ottonem de Walchem, którego zaloty ignorowała, jako wroga Polski. Jadąc po zbyt cienkim lodzie jeziora Skrzynka utopiła się jednak i spoczywa tam do dziś wraz ze skrzynią.
Edward Raczyński, zbieracz wielkopolskich legend i podań, zamówił u Adama Mickiewicza napisanie ballady o jeziorze Skrzynka. Przesłał nawet tysiąc franków wynagrodzenia na ten cel. Pomysł nigdy nie został jednak zrealizowany.

## Turystyka i obiekty
W pobliżu jeziora przepływa Trzebawka oraz przebiega szlak turystyczny  czerwony z Puszczykówka do Osowej Góry. Na południowy wschód zlokalizowana jest leśniczówka Górka.